# 제로섬 게임
제로섬(zero-sum)은 게임이나 경제 이론에서 여러 사람이 서로 영향을 받는 상황에서 모든 이득의 총합이 항상 제로 또는 그 상태를 말한다.

## 개요
어원은 레스터 써로(Lester C. Thurow) 교수가 1981년에 쓴 책 《제로 섬 사회》(The Zero-Sum Society: Distribution and the Possibilities for Economic Change)에서 그 용어가 기인하였다.
경마나 슬롯 머신과 같은 도박은 주최 측의 몫을 제외하고 패자로부터 모은 돈을 우승자에게 나누는 장치이기 때문에 여기에 해당한다고 할 수 있다. 또한 외환거래도 여기에 해당한다.
주식은 기본적으로 넌 제로섬 게임이다. 상승 국면에서는 가치가 창출되고, 하강 국면에서는 가치가 감소한다. 주가가 상승하면 주가 상승 폭 × 발행 주식수 분의 가치가 발생한다. 시장 전체로 봐도 마찬가지로 전체 주가가 오르면 시가 총액이 증가해 그 늘어난 만큼 가치가 생겨난다. 즉, 상승 추세에서는 시가 총액이 늘어난 만큼 모두가 이익이 되고, 하락세에서는 시가 총액이 줄어든 만큼 모두가 손해를 본다.

## 정의
제로섬은 제로섬 상황의 결과가 파레토 최적이라는 것을 의미한다. 일반적으로 모든 전략이 파레토 최적인 게임을 분쟁 게임이라고 한다.
제로섬 게임은 각 결과의 합이 항상 0인 상수의 합 게임의 특정한 예이다. 그런 게임들은 통합적이 아니라 분산적이다. 좋은 협상으로는 파이를 확대할 수 없다.
한 의사결정자의 손익(또는 손실)이 반드시 다른 의사결정자의 손실(또는 손익)을 초래하지 않는 상황에서는 이들을 비제로섬(영어로 non-zero-sum)이라고 한다.

## 같이 보기
- 게임 이론
- 죄수의 딜레마
- 의자앉기 게임
- 치킨게임
- 넌제로섬 게임

## 참고 자료
- NDSL-한국행정연구원,공공갈등에 있어서 윈윈협상 방안에 관한 연구